# Alex (vẹt)
Alex (18 tháng 5 năm 1976 – 6 tháng 9 năm 2007) là một con vẹt thuộc loài vẹt xám châu Phi và là đối tượng chính của cuộc thí nghiệm diễn ra suốt ba mươi năm được thực hiện bởi nhà tâm lí động vật học Irene Pepperberg, người từng tốt nghiệp tại Đại học Arizona và sau đó tốt nghiệp Đại học Harvard và Đại học Brandeis. Khi Alex được khoảng một năm tuổi, Pepperberg đã mua chú vẹt này tại một cửa hàng. Tên Alex được ghép từ các chữ cái đầu của cụm avian language experiment (thí nghiệm về khả năng ngôn ngữ của loài chim), hay avian learning experiment (thí nghiệm về khả năng học tập của loài chim).
Trước công trình nghiên cứu của Pepperberg với Alex, cộng đồng khoa học tin rằng việc giải quyết các vấn đề phức tạp về ngôn ngữ và nhận biết cần phải do bộ não có kích thước lớn của Bộ Linh trưởng đảm nhận; những loài chim không được xem là thông minh vì cách sử dụng giao tiếp phổ biến duy nhất của chúng là bắt chước và lặp lại âm thanh để tương tác với nhau. Tuy nhiên, những thành tựu của Alex ủng hộ ý kiến cho rằng loài chim có khả năng suy luận ở mức độ cơ bản và sử dụng từ ngữ một cách sáng tạo. Pepperberg đã viết rằng trí thông minh của Alex ngang bằng với cá heo và họ Người. Bà cũng báo cáo rằng xét theo vài khía cạnh, Alex có vẻ sở hữu trí thông minh của một đứa trẻ năm tuổi và thậm chí còn chưa phát huy hết tiềm năng của mình khi chết. Bà còn tin rằng Alex sở hữu mức độ cảm xúc của một đứa trẻ hai tuổi vào lúc chết.

## Thơ ấu
Nhà tâm lí học động vật Irene Pepperberg đã mua Alex tại một cửa hàng vật nuôi khi đang làm công việc nghiên cứu tại Đại học Purdue. Bà tin rằng Alex có thể đã bị cắt cánh khi còn nhỏ, khiến nó không thể học bay.

## Huấn luyện
Việc huấn luyện Alex dùng đến kĩ thuật hình mẫu/đối thủ (Model/rival technique), là kĩ thuật mà học sinh (Alex) quan sát những người huấn luyện tương tác với nhau. Một trong những giảng viên mô hình hóa hành vi mà học sinh mong muốn và người đó bị học sinh coi là đối thủ giành lấy sự chú ý từ các huấn luyện viên khác. Vị trí của huấn luyện viên và người đóng vai trò hình mẫu/đối thủ được thay đổi để học sinh có thể thấy rằng quá trình này là tương tác. Pepperberg báo cáo rằng trong thời gian bà và một trợ lý thực hiện một cuộc trò chuyện và mắc lỗi, Alex sẽ sửa chúng.
Kỹ thuật này đã giúp Pepperberg thành công với Alex, khi mà các nhà khoa học khác đã thất bại trong việc xây dựng giao tiếp hai chiều với loài vẹt. Trong những năm sau đó, Alex đôi khi đảm nhận vai trò là một trong những trợ lý của Pepperberg bằng cách đóng vai trò là "hình mẫu" và "đối thủ" trong việc trợ giúp giảng dạy một con vẹt khác trong phòng thí nghiệm. Alex đôi khi tập nói các từ khi nó ở một mình.

## Thành tựu
Pepperberg không cho rằng Alex có thể sử dụng "ngôn ngữ" mà thay vào đó là mã liên lạc hai chiều. Liệt kê những thành tựu của Alex vào năm 1999, Pepperberg cho biết chú vẹt có thể xác định 50 đồ vật khác nhau và nhận biết về số lượng dưới sáu; có thể phân biệt bảy loại màu sắc và năm loại hình dạng, hiểu các khái niệm "lớn hơn", "nhỏ hơn", "giống nhau", "khác nhau" cũng như học được khái niệm "nhiều hơn" và "ít hơn". Alex đã vượt qua các bài kiểm tra với độ khó tăng dần vốn được thiết lập để xem khả năng con người có đạt được quá trình hằng định đối tượng giai đoạn 6 của Piaget. Alex tỏ ra bất ngờ và tức giận khi đối mặt với một đối tượng không tồn tại hoặc khác với những gì nó phải tin ẩn trong các bài kiểm tra.
Alex có vốn từ vựng hơn 100 từ, nhưng đặc biệt ở chỗ có vẻ hiểu những gì mình nói. Ví dụ, khi Alex được hiển thị một vật thể và được hỏi về hình dạng, màu sắc hoặc vật liệu, nó có thể nhận dạng chính xác. Nó có thể mô tả chìa khóa là một chiếc chìa khóa bất kể kích thước hay màu sắc và có thể xác định chìa khóa này khác với chìa khóa khác như thế nào. Nhìn vào gương, Alex nói "màu gì" và học được "màu xám" sau khi được dạy chữ "màu xám" sáu lần. Điều này khiến nó trở thành động vật không phải người đầu tiên và duy nhất từng hỏi một câu hỏi và là một câu hỏi mang tính tồn tại. (Những loài vượn người đã được huấn luyện để sử dụng ngôn ngữ ký hiệu cho đến nay vẫn chưa bao giờ hỏi một câu hỏi nào). Khả năng đặt câu hỏi của Alex (và trả lời các câu hỏi của Pepperberg bằng câu trả lời của riêng nó) được ghi lại trong nhiều bài báo và các cuộc phỏng vấn.
Alex được cho là đã hiểu kiểm soát lượt lời của giao tiếp và đôi khi ngữ pháp được sử dụng trong ngôn ngữ. Alex gọi quả táo là "banerry" (phát âm gần giống với một số cách phát âm của "canary"), mà một người bạn ngôn ngữ học của Pepperberg nghĩ là sự kết hợp của "chuối" ("banana") và "cherry" là hai quả nó quen thuộc hơn.
Alex có thể thực hiện phép cộng, ở một mức độ nào đó, khi trả lời đúng số lượng vật thể có trên khay. Pepperberg nói rằng nếu nó không thể đếm, từ dữ liệu có thể giải thích được Alex có thể ước tính nhanh chóng và chính xác số lượng của một cái gì đó, tốt hơn con người có thể. Khi mệt mỏi vì bị kiểm tra, chú vẹt sẽ nói "Muốn về", nghĩa là nó muốn quay trở lại chuồng của mình, và nói chung, nó sẽ yêu cầu điểm đến nó muốn được đưa đến bằng cách nói "Muốn đi đến...", phản đối nếu nó bị đưa đến một nơi khác và ngồi im lặng khi được đưa đến địa điểm ưa thích của mình. Alex không được dạy để nói muốn đi đâu, nhưng đã học lõm khi được hỏi muốn được đưa đi đâu.
Nếu nhà nghiên cứu thể hiện sự cáu kỉnh, Alex đã cố gắng xoa dịu nó bằng cụm từ "Tôi xin lỗi". Nếu Alex nói "Muốn ăn chuối", nhưng thay vào đó được đưa cho một hạt dẻ, nó nhìn chằm chằm vào im lặng, yêu cầu về chuối một lần nữa, hoặc lấy hạt dẻ đó và ném nó vào nhà nghiên cứu hoặc thể hiện sự khó chịu, trước khi yêu cầu lại món đồ đó. Khi được hỏi các câu hỏi trong bối cảnh thử nghiệm nghiên cứu, nó đã trả lời đúng trong khoảng 80% thời gian được hỏi.
Một lần, Alex được tặng một số khối màu khác nhau (hai màu đỏ, ba màu xanh lam và bốn màu xanh lá cây giống như hình phía trên). Pepperberg hỏi chú vẹt, "Màu nào có ba khối?" và mong nó trả lời màu xanh. Tuy nhiên, vì Alex đã được hỏi câu hỏi này trước đây, nó dường như đã trở nên buồn chán. Nó trả lời "năm!". Điều này tiếp tục xảy ra cho đến khi Pepperberg nói "Tốt thôi, màu nào có năm khối?", Alex trả lời "không". Điều này được cho rằng vẹt, giống như con người, cũng biết chán. Đôi khi, Alex trả lời sai các câu hỏi, mặc dù biết câu trả lời đúng.
Nghiên cứu sơ bộ dường như cũng chỉ ra rằng Alex có thể hiểu các khái niệm từ bốn quả bóng len màu xanh trên một cái khay đến bốn nốt nhạc từ một cây đàn piano. Pepperberg cũng đang huấn luyện chú vẹt nhận ra "4" là "bốn". Alex cũng cho thấy có chút thông hiểu về các đại từ nhân xưng; nó sử dụng ngôn ngữ khác nhau khi đề cập đến bản thân hoặc người khác, tương tự khái niệm "I" và "you".
Vào tháng 7 năm 2005, Pepperberg báo cáo rằng Alex hiểu khái niệm về số không. Nếu được hỏi về sự khác biệt giữa hai đối tượng, nó sẽ trả lời; nhưng nếu không có sự khác biệt giữa các đối tượng, nó nói "không", điều đó có nghĩa là nó hiểu khái niệm không có gì hoặc bằng không. Vào tháng 7 năm 2006, Pepperberg phát hiện ra rằng nhận thức của Alex về ảo ảnh quang học tương tự như nhận thức của con người.
Pepperberg huấn luyện Alex để nhận ra các đơn vị nguyên tử ngôn ngữ cơ bản của tiếng Anh, với hy vọng rằng nó sẽ liên tưởng một cách khái niệm một từ được viết bằng tiếng Anh với từ được nói. Alex có thể xác định âm thanh được tạo bởi các kết hợp hai chữ cái như SH và OR.

## Qua đời
Alex qua đời vào ngày 6 tháng 9 năm 2007, tại tuổi 31, gây ra bất ngờ, vì tuổi thọ trung bình của loài vẹt xám được nuôi dưỡng là 45 năm. Những lời cuối cùng ("You be good, I love you. See you tomorrow". ("Cậu sẽ ổn, tôi yêu cậu. Gặp lại vào ngày mai")) là những lời mà vẹt Alex nói mỗi đêm khi Pepperberg rời phòng thí nghiệm.

## Chỉ trích
Một số người trong cộng đồng khoa học nghi ngờ về những phát hiện của Pepperberg, chỉ ra việc giao tiếp của Alex chỉ là kết quả của việc điều kiện hóa từ kết quả. Các nhà phê bình chỉ ra trường hợp của Clever Hans, là một con ngựa rõ ràng có thể đếm được, nhưng thật ra là hiểu được những gợi ý ngầm từ người hỏi. Trong một trường hợp khác, Nim Chimpsky là một con tinh tinh được cho là có thể sử dụng ngôn ngữ, nhưng có một số tranh luận về việc liệu nó có bắt chước người huấn luyện của mình không. Herbert Terrace, người làm việc với Nim Chimpsky, nói rằng ông nghĩ Alex thực ra chỉ học vẹt chứ không phải sử dụng ngôn ngữ; ông gọi các câu trả lời của Alex là "hiệu suất suy xét phức tạp", thêm vào đó trong mọi tình huống, "có một kích thích bên ngoài định hướng phản ứng của nó". Tuy nhiên, những người ủng hộ Alex nói rằng nó có thể nói chuyện và thể hiện với bất kỳ ai tham gia dự án cũng như những người hoàn toàn xa lạ ghi lại các phát hiện, mặc dù các tương tác đó không liên quan đến các điều kiện nghiêm ngặt cần thiết để loại trừ việc phản ứng từ tác động và lặp lại.